# Baltic Handysize Index
Le Baltic Handysize Index (ou BHSI) est un indice des prix pour le transport maritime de vrac sec, et utilisé pour le règlement de contrats à terme dans le secteur du transport maritime.
Cet indice est publié par la société britannique Baltic Exchange basée à Londres. Il est le sous-indice le moins liquide parmi ceux constituant le Baltic Dry Index (BDI).

## Méthodologie
En 2011, le BHSI est une moyenne pondérée des prix des affrètements (charte-parties sur la durée) de navires de taille Handysize sur les 6 routes maritimes mondiales suivantes:
| Abréviation | Type de cargo                        | Port en lourd du navire (en tonnes métriques) | Route                                                                                         | Coefficient |
| ----------- | ------------------------------------ | --------------------------------------------- | --------------------------------------------------------------------------------------------- | ----------- |
| HS1         | Non applicable (affrètement à temps) | 28 000                                        | Livraison entre Skaw et Cap Passero et retour entre Recalada et Rio (durée 35 à 45 jours)     | 0,125       |
| HS2         | Non applicable (affrètement à temps) | 28 000                                        | Livraison entre Skaw et Cap Passero et retour entre Boston et Galveston (durée 35 à 45 jours) | 0,125       |
| HS3         | Non applicable (affrètement à temps) | 28 000                                        | Livraison entre Recalada et Rio, retour entre Skaw et Cap Passero (durée 35 à 45 jours)       | 0,125       |
| HS4         | Non applicable (affrètement à temps) | 28 000                                        | Livraison dans le Golfe du Mexique, retour entre Skaw et Cap Passero (durée 35 à 45 jours)    | 0,125       |
| HS5         | Non applicable (affrètement à temps) | 28 000                                        | Livraison en Asie du Sud-Est, retour entre Singapour et le Japon (durée 25 à 30 jours)        | 0,25        |
| HS6         | Non applicable (affrètement à temps) | 28 000                                        | Livraison et retour entre la Corée du Sud et le Japon (durée 40 à 45 jours)                   | 0,25        |

L'indice est publié chaque jour du lundi au vendredi à 13 heures (fuseau horaire de Singapour).
Le panel de courtiers maritimes consultés pour les prix des affrètements sont : Ausea Beijing
Barry Rogliano Salles, Braemar Shipbrokers, Clarksons, Clarkson Asia Pte Ltd (Singapore), Doric Shipbrokers S.A., Lawrence Chartering Ltd, Lightship Chartering A/S, Howe Robinson & Co Ltd, HSBC Shipping Services, P. C. Li Shipbrokers Ltd, Rigel Shipping, Simpson Spence & Young Ltd, Vogemann et Yamamizu Shipping Co Ltd.